# Waldenburg (Saksen)
Waldenburg is een stad in de Duitse deelstaat Saksen, en maakt deel uit van de Landkreis Zwickau.
Waldenburg telt 4.059 inwoners.
Bernsdorf ·
Callenberg ·
Crimmitschau ·
Crinitzberg ·
Dennheritz ·
Fraureuth ·
Gersdorf ·
Glauchau ·
Hartenstein ·
Hartmannsdorf bei Kirchberg ·
Hirschfeld ·
Hohenstein-Ernstthal ·
Kirchberg ·
Langenbernsdorf ·
Langenweißbach ·
Lichtenstein/Sa. ·
Lichtentanne ·
Limbach-Oberfrohna ·
Meerane ·
Mülsen ·
Neukirchen/Pleiße ·
Niederfrohna ·
Oberlungwitz ·
Oberwiera ·
Reinsdorf ·
Remse ·
Schönberg ·
St. Egidien ·
Waldenburg ·
Werdau ·
Wildenfels ·
Wilkau-Haßlau ·
Zwickau